# William Ewart Gladstone

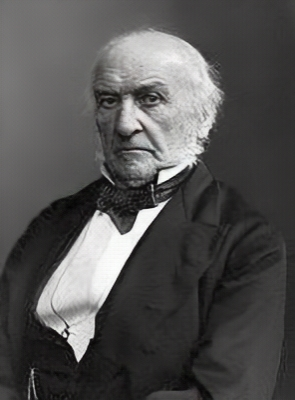
William Ewart Gladstone um 1890 (Fotografie)

William Ewart Gladstone (* 29. Dezember 1809 in Liverpool; † 19. Mai 1898 in Hawarden Castle) war ein britischer Politiker und viermaliger Premierminister. Er gilt als der bedeutendste Staatsmann der viktorianischen Epoche. Er war insgesamt 63 Jahre lang Mitglied des House of Commons, 27 Jahre Kabinettsmitglied und zwölf Jahre Premierminister.

## Leben

### Familie und frühes Leben

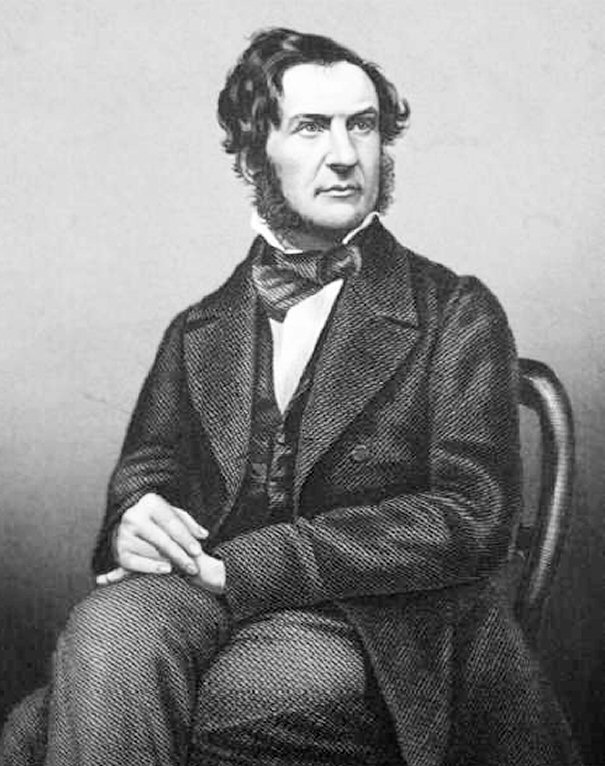
William Ewart Gladstone um 1860 (Stahlstich)

William Ewart Gladstone wurde am 29. Dezember 1809 in Liverpool in Rodney Street 62 als eines von sechs Kindern seiner Eltern geboren. Sein Vater, John Gladstone, war ein sehr vermögender Kaufmann mit einem Besitz von 145.600 Pfund im Jahre 1812. Dieses Vermögen war mehrheitlich im Kornhandel im Baltikum, dem Indienhandel, im Baumwollhandel mit Brasilien und im Zuckerhandel mit den Westindischen Inseln erworben worden. Er besaß ebenfalls Plantagen, auf denen Sklaven arbeiteten, war aber im Sklavenhandel selbst nicht aktiv. Im Jahre 1818 wurde er Mitglied des britischen Parlaments. William Ewart Gladstones Mutter, Ann Mackenzie Robertson, war die Tochter eines schottischen Anwalts aus Dingwall, welches die Familie zeitweise mit dem jungen William Ewart besuchte. Sie war die zweite Frau seines Vaters. Beide Eltern waren religiöse Personen.

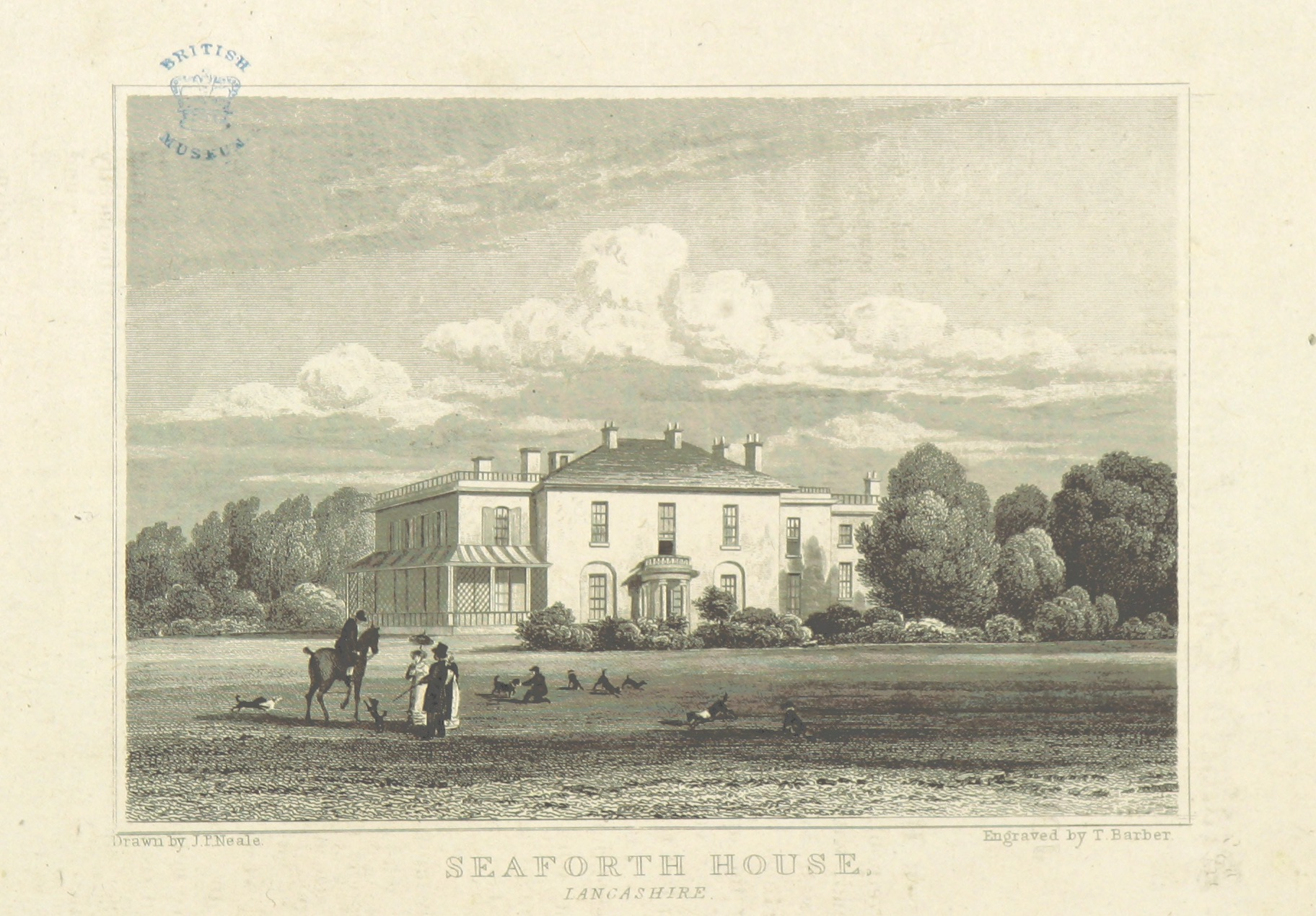
Seaforth House, 1818

Ab dem Jahre 1811 erbaute John Gladstone das Landanwesen Seaforth House, in welches er mit seiner Familie im Jahre 1815 übersiedelte. Im September 1821 wurde Gladstone von seinem Vater nach Eton geschickt, wo sein älterer Bruder Tom bereits einige Jahre unterrichtet wurde. Gladstone war ein guter Schüler, besonders Latein und Altgriechisch lagen ihm am Herzen. Er lernte ebenso Französisch, Deutsch und Italienisch, insbesondere Deutsch bereitete ihm aber Schwierigkeiten. Ebenfalls in Eton erwarb er die Angewohnheit, seine Zeit dem Lesen von Büchern zu widmen. In Eton traf Gladstone auf verschiedene Mitglieder der Oberschicht, so z. B. den späteren Duke of Newcastle und den späteren Hochschullehrer Francis Doyle. Eine besonders enge Freundschaft verband ihn mit dem früh verstorbenen Dichter Arthur Hallam. Ab Oktober 1828 besuchte Gladstone das Christ Church College der Universität Oxford, wo er sich neben dem Studium dem Debattieren widmete und auch zum Präsidenten der Debattiergesellschaft gewählt wurde.
1831 und 1832 unternahm er gemeinsam mit seinem Bruder John Neilston eine Europareise, welche ihn von London über Belgien nach Paris und von dort nach Italien führte, wo er Station u. a. in Turin, Florenz und Rom machte. Er besuchte Neapel und verließ mit Einbruch des Sommers Rom, um über Venedig und Verona nach Österreich zu gelangen. Er fuhr dann über die Schweiz und den Rhein zurück nach London.

### Zeit in der Politik
Gladstone reiste im September 1832 nach Newark, um dort mit dem Duke of Newcastle zu konferieren, welcher ihm bei der Erlangung eines Parlamentssitzes behilflich sein konnte. Im Dezember desselben Jahres hielt Gladstone erstmals öffentliche Auftritte. Er errang den Sitz für Newark als Kandidat der Tories und wurde ins britische Unterhaus gewählt. Zu Beginn des Februars 1837 trat das Parlament erstmals zusammen. Neben Gladstone selbst war auch sein Bruder Tom Mitglied des Parlaments. Im Juni desselben Jahres hielt er seine erste Rede im Unterhaus, als er sich gegen eine Gesetzesänderung zur Freilassung von Sklaven aussprach. In den folgenden Wahlen von 1835, 1837 und 1841 wurde er jeweils in Newark wiedergewählt. Bereits 1834 übernahm Gladstone das Amt des Junior Lord of the Treasury in der Regierung Peel und später das vakant gewordene Amt des Untersekretärs für Krieg und Kolonien, welches unter dem Secretary of State Lord Aberdeen operierte. Aberdeen übte einen starken Einfluss auf Gladstone aus und beider Karrieren waren lange Zeit miteinander verbunden.
Privat blieb Gladstone bis in die späten 1830er Jahre unverheiratet, er hatte aber zahlreiche Bekanntschaften mit Frauen, die aber stets nicht in einer Heirat mündeten. In den Jahren vor 1835 ist bekannt, dass Gladstone vor allem in die Schwestern seiner Freunde verliebt war. Ab 1835 suchte er sich zu verheiraten. Gladstone war zunächst an Caroline Farquhar interessiert, der Tochter eines Baronet aus Surrey. Später dann versuchte er Frances Douglas zu heiraten, die Tochter des Earls of Morton. Seine spätere Frau Catherine Glynne kannte er bereits von Besuchen bei deren Familie, eine Liebschaft entstand aber erst während Gladstones neuerlicher Europareise im Jahr 1838, welche zunächst zum Ziel hatte, seine Schwester Helen in Bad Ems bei ihrem Einzug zu unterstützen. Gladstone traf dort und während eines neuerlichen Italienaufenthaltes aber wiederum auf seine spätere Frau und deren Familie. Die Heirat erfolgte im Juli 1839.
In Parlamentsdebatten fiel der junge Mann durch sein rhetorisches Talent auf. 1841 wurde er Vizepräsident des Handelsministeriums und Master of the Mint, 1843 Minister. In diesen Funktionen erreichte er die Vereinfachung des Zollsystems, die Absenkung der Zölle und eine allgemeine Veränderung des britischen Wirtschaftssystems hin zum Freihandel. 1845 trat Gladstone wegen religiöser Auseinandersetzungen zurück und wurde kurz darauf zum Kriegs- und Kolonialminister ernannt.

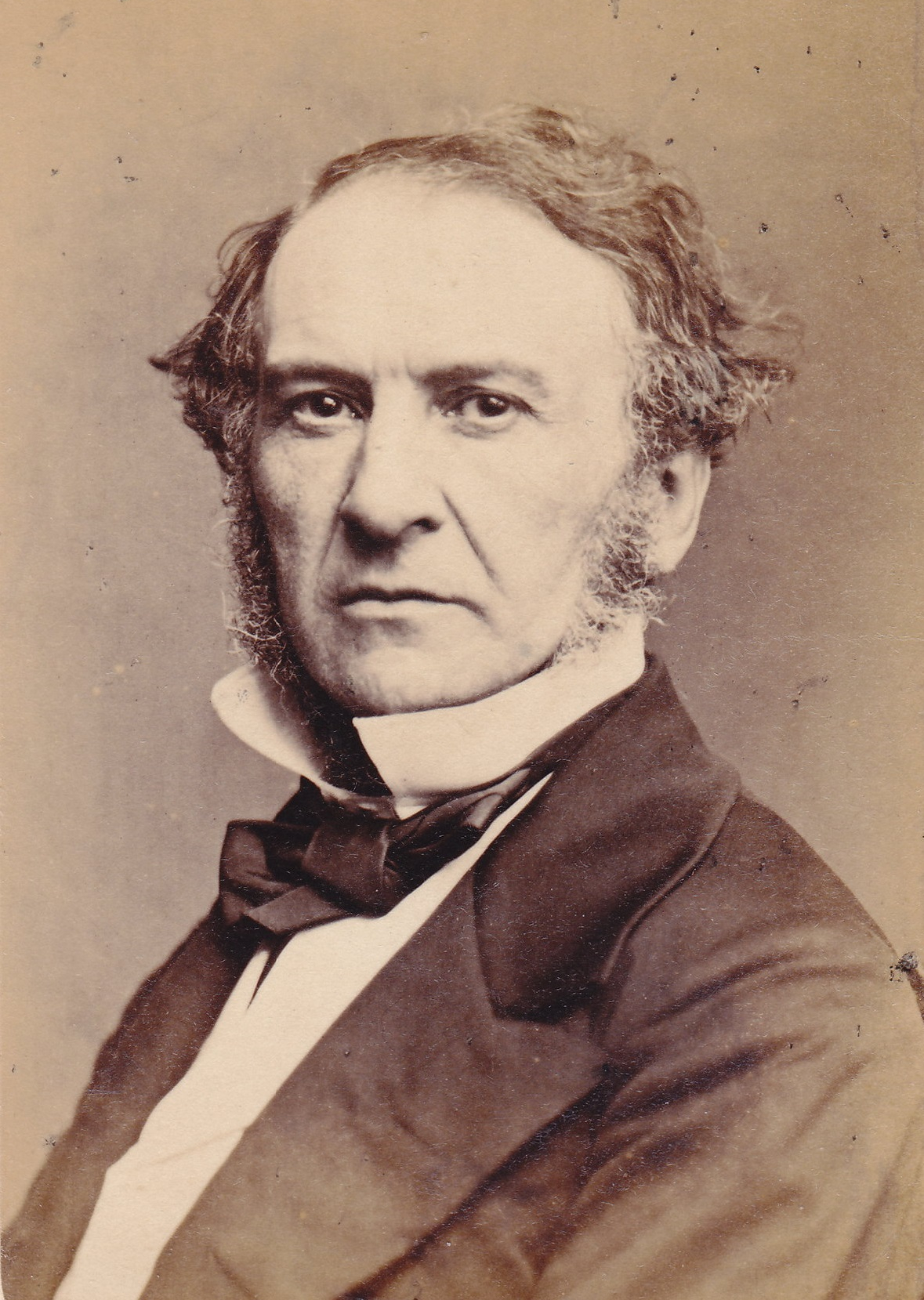
William Ewart Gladstone 1861 (Fotografie)

Im folgenden Jahr gab er sein Amt im Zusammenhang mit dem Sturz Peels zurück. In den folgenden Jahren der Spaltung der konservativen Partei blieb Gladstone zwar der Anführer einer größeren konservativen Gruppe aus Peel-Anhängern, die jedoch vor allem nach Peels Tod 1850 zunehmend an Bedeutung verlor. In dieser Zeit bemühte er sich, das von der Finanzkrise von 1847 bedrohte Vermögen seiner Frau zu retten. Von 1852 bis 1855 war er Schatzkanzler unter Aberdeen. Darüber hinaus näherte Gladstone sich in dieser Zeit den liberalen Whigs an, lehnte jedoch 1852 und 1858 Angebote eines Ministerpostens durch den Earl of Derby ab.
Die Hochphase seiner politischen Aktivität, nun eindeutig liberal geprägt, begann, als Gladstone am 6. Juni 1859 in die Whig-Regierung Palmerston als Schatzkanzler eintrat. In seiner bis 1866 währenden Amtszeit trieb er den Freihandel voran, vereinfachte die Haushaltsgesetzgebung und unterstützte den Cobden-Vertrag, der ab 1861 den Handel mit Frankreich massiv vorantrieb. Außenpolitisch setzte Gladstone sich für die Bildung eines italienischen Nationalstaats ein.
Ende 1867 wurde Gladstone zum Vorsitzenden der Liberal Party gewählt, wie sich die Whigs inzwischen nannten. Damit wurde er zum wichtigsten Gegenspieler von Benjamin Disraeli, der die Konservativen im Februar 1868 wieder an die Regierung gebracht hatte, aber nicht zuletzt auf Gladstones Betreiben bereits im Dezember wieder gestürzt wurde. Darauf übernahm Gladstone das Amt des Premierministers. Schwerpunkte seiner Politik waren die Entschärfung der Auseinandersetzungen in Irland, die Einführung der allgemeinen Schulpflicht mitsamt einer grundlegenden Reform des Bildungswesens sowie die Reform des Wahlrechts mit dem Representation of the People Act 1867, des Gerichtswesens und der Beamtenrekrutierung. Zudem unterband er den Kauf von Offiziersstellen in der britischen Armee. Außenpolitisch wurde die erste Regierung Gladstone dagegen kaum aktiv.
Als die Liberalen die Unterhauswahl im Januar und Februar 1874 verloren, zog Gladstone sich vorübergehend aus der Politik zurück und widmete sich der Theologie und seinen Homer-Forschungen. 1874 wurde er in die American Academy of Arts and Sciences, 1881 in die American Philosophical Society und 1882 in die Académie royale des Sciences, des Lettres et des Beaux-Arts de Belgique gewählt. Das brutale Vorgehen des Osmanischen Reiches gegen die bulgarische Nationalbewegung im Aprilaufstand und das Stillschweigen der zweiten Regierung Disraeli in dieser Sache brachte Gladstone 1876 in die aktive Politik zurück. Mit diesem außenpolitischen Thema begann Gladstone 1879 seine Midlothian-Kampagne, deren Momentum ein ausschlaggebender Faktor für Gladstones Berufung zum Premierminister nach der gewonnenen Unterhauswahl von 1880 war. Seine zweite Regierung erlangte dementsprechend ein außenpolitisch schärferes und den Nationalbewegungen gegenüber wohlwollendes Profil. Dies brachte das Vereinigte Königreich nicht nur in Konflikt mit dem Osmanischen Reich, sondern auch mit Österreich-Ungarn. Mit einem neuen Wahlgesetz verdoppelte Gladstone 1884 die Wählerschaft.
Während der Urabi-Bewegung in Ägypten verhielt Gladstone sich anfänglich, trotz der umfangreichen britischen finanziellen Verbindung mit dem Land, eher zögerlich. Erst als Ahmed Urabi Pascha eine eigene Armee aufgestellt, das ganze Land unter seine Kontrolle gebracht hatte und die Verbindung nach Britisch-Indien über den Suezkanal bedrohte, änderte er seine Politik und ließ Ägypten besetzen. Auf Grund der desolaten Lage der ägyptischen Truppen im Sudan wies er im Dezember 1883 Ägypten an, den Sudan, wo der Mahdi-Aufstand ausgebrochen war, aufzugeben. Die Ernennung von General Gordon zum Gouverneur im Sudan billigte er nur notgedrungen und auf Druck von General Garnet Wolseley. Gordon bekam den Auftrag, die ägyptischen Truppen und das englische Personal aus dem Sudan zurückzuziehen. Als Gordon in Khartum belagert wurde, sandte Gladstone, da er den Sudan ohnehin aufgeben wollte, keine Entsatztruppen. Andererseits konnte er Gordon, der in der Heimat als Nationalheld gefeiert wurde, nicht opfern und forderte ihn auf, sich zu retten. Dieser Forderung konnte und wollte Gordon aber nicht nachkommen, da Khartum bereits von 50.000 Ansar-Kämpfern des Mahdi eingeschlossen war. Im Sommer 1884 weitete sich die Diskussion um die Rettung Gordons bis zu einem Antrag auf ein Misstrauensvotum gegen die Regierung aus. Gladstone musste schließlich nachgeben und sandte eine Armee unter Garnet Joseph Wolseley, die so genannte Gordon Relief Expedition, aus, die aber zu spät in Khartum eintraf.
Als Gladstone 1886 mit dem ersten Home-Rule-Gesetz zahlreiche Forderungen der irischen Nationalbewegung erfüllen wollte, führte dies zur Spaltung der Liberalen Partei und zum Sturz seiner Regierung, auf die eine Phase der konservativen Dominanz folgte.
1892 bis 1894 war Gladstone im hohen Alter noch einmal Premierminister, zog sich dann aber fast blind und schwerhörig endgültig aus der aktiven Politik zurück.

### Studien über Homer und sein Zeitalter
Im Jahre 1858 veröffentlichte Gladstone das dreibändige Werk „Studies on Homer and the Homeric Age“ über Homer und dessen Epoche. Darin erörterte eine Reihe von Fragen einschließlich einer These über das Farbensehen im antiken Griechenland. Dabei hatten viele Leser Gladstones Erklärung von Homers Farbbegriffen so interpretiert, als wären die alten Griechen farbenblind gewesen. Gladstone widersprach und äußerte später, dass Homer im Wesentlichen eine quantitative Skala mit Weiß und Schwarz oder Hell und Dunkel als den entgegengesetzten Enden verwendete, anstelle einer qualitativen Skala, die durch die Vielfalt der Farben eröffnet wurde. Gladstone kam also zu dem Schluss, „dass sich der Farbensinn der Griechen von unserem fundamental unterschieden und sich der unsere erst nach der Antike entwickelt haben müsse“.

## Ehrungen
Der Gladstone Professor of Greek, der Lehrstuhl für Gräzistik der Universität Liverpool, ist nach William Ewart Gladstone benannt. In Athen ist ihm wegen seines Philhellenismus eine Straße gewidmet (Γλάδστωνος, hellenisiert Gladstonos), und vor der Universität steht sein Standbild.
Im gesamten Commonwealth sind zahlreiche Straßen und Plätze nach ihm benannt; ferner die Stadt Gladstone im australischen Queensland.

## Film und Fernsehen
Im britischen Film Khartoum (1966) wird Gladstone von Ralph Richardson dargestellt.

### Englischsprachig
- Richard Aldous: The Lion and the Unicorn. Gladstone vs Disraeli. Pimlico, London 2007, ISBN 978-1-84413-312-3.
- David W. Bebbington: William Ewart Gladstone. Wm. B. Eerdmans Publishing Co., Grand Rapids, MI 1993, ISBN 0-8028-0152-8.
- Edgar Feuchtwanger: Gladstone. Allen Lane, London 1975, ISBN 0-7139-0828-9. (2. Auflage: Macmillan, 1989, ISBN 0-333-47271-3)
- Dick Leonard: The Great Rivalry. Gladstone and Disraeli. Tauris Books, London 2013, ISBN 978-1-84885-925-8.
- Dick Leonard: William Ewart Gladstone: From "stem unbending Tory" to "the People's William". In: ders.: British Prime Ministers from Walpole to Salisbury. The 18th and 19th centuries, Bd. 1, Routledge, London 2021, ISBN 978-0-367-46911-5, S. 367–385.
- Roy Jenkins: Gladstone. Macmillan, London 1995, ISBN 0-333-60216-1. (Whitbread-Preis für Biographie 1995)
- John MacGilchrist: The Life of Benjamin Disraeli. London 1868.
- Philip Magnus: Gladstone. A Biography. John Murray, London 1954.
- Colin Matthew: Gladstone. 1809–98. Clarendon Press, Oxford 1991, ISBN 0-19-820696-8. (2 Bände: 1809–1874 und 1875–1898, Wolfson-Preis für Geschichte 1995)
- John Morley: The Life of William Ewart Gladstone. Macmillan, London/ New York 1903.
- Michael Partridge: Gladstone. Routledge, London 2003, ISBN 0-415-21626-5.
- Richard Shannon: Gladstone. Peel’s Inheritor, 1809–65. Methuen, London 1984, ISBN 0-416-36870-0. (Neuauflage: Penguin Paperback, 1999, ISBN 0-14-027594-0).
- Richard Shannon: Gladstone. Heroic Minister, 1865-98. University of North Carolina Press, Chapel Hill 1999, ISBN 0-8078-2486-0.

### Deutschsprachig
- William Ewart Gladstone †. In: Die Gartenlaube. Heft 13, 1898, S. 413, 417–418 (Volltext [Wikisource] – Nachruf auf Gladstone).
- Erich Eyck: Gladstone. Eugen Rentsch Verlag, Erlenbach-Zürich, Leipzig 1938.
- Detlev Mares: Die visuelle Inszenierung des modernen Politikers. William Ewart Gladstone in der "Illustrated London News". In: Lutz Raphael, Ute Schneider, Sonja Hillerich (Hrsg.): Dimensionen der Moderne. Festschrift für Christof Dipper. Frankfurt a. M. u. a. 2008, ISBN 978-3-631-57298-6, S. 309–330.
- Alois Winbauer: William Ewart Gladstone. Der Durchbruch von der Aristokratie zur Demokratie. Phönix-Verlag, Hamburg 1948.

## Trivia
- Jonathan Stroud benennt in seiner Fantasy-Buchreihe Bartimäus einen Zauberer, Politiker und Begründer des britischen Weltreiches nach William E. Gladstone
- Der Gladstone-Koffer wurde nach ihm benannt. In Patricia Highsmith' Roman Ripley Under Ground bezeichnet Tom Ripley Gladstone fälschlich als Erfinder dieses Koffers.